# Пабло Витар
Фабуло Родригес да Силва (роден на 1 ноември 1993 г.), по-известен като Pabllo Vittar е певец, автор на песни, актьор и драг кралица от бразилски произход.

## Биография
Пабло Витар е роден на 1 ноември 1993 г. в щата Мараняо, град Сао Луис. Израснал е в скромно семейство, син на медицинска сестра. Биологичният му баща напуска семейството още докато майка му е била бременна. Пабло има сестра-близнак, която се казва Phâmela. Въпреки че на португалски името ѝ съдържа „h“, то се произнася Памела. Те не познават биологичният си баща. Макар и да е роден в Сао Луис, той прекарва голяма част от детството си в интернати в Санта Инес и Кашиас поради финансови затруднения. Неговата мечта винаги е била да пее, а на 13-годишна възраст става част от хора на Католическата църква в интерната. Имитирал е велики изпълнители на различни места като семейни тържества, рождени дни и училищни събития, но според него това не били професионални изяви.
В началото на тийнейджърските си години, изпълнителя започва да композира свои песни и решил, че наистина иска да стане професионалист. На 14-годишна възраст майка му подозира, че е хомосексуален, а сестра му вече била сигурна. По-късно и двете научават и приемат ориентацията му. Той започва да стои до късно вечер в Мараняо за да гледа концерти на различни изпълнители. Така се увлича още повече в пеенето и танците и получава шанс за изява в няколко концерта откъдето получава и малко пари. С течение на времето започва да се облича като жена. Взима участия в гей паради и така става популярен сред ЛГБТ обществото в Мараняо.
През 2009 г., на 15-годишна възраст взима майка си и сестра си и се местят в Сао Пауло за да опита шанса си да стане професионален изпълнител. Майка му се съгласява веднага, защото иска да подкрепи неговата мечта. В началото не било лесно, Витар работил в кафенета и салони за красота за да придобие необходимата слава. В същото време се облича като травестит и започва работа като танцьорка в нощни клубове в Сао Пауло. Участва в няколко конкурса за красота и ги печели.
През 2011 г. майка му се жени и се местят в Уберландия. Пабло кандидатства в университета в Уберландия, където е приет през 2013 г. със специалност дизайн. Пабло и неговите приятели се събирали всеки ден в тях и записвали видеоклипове на техни песни, кавър версии, танци и тн. След като пуснали няколко клипа на Витар в мрежата, той става доста известен. Поради тази причина, Пабло напуска университета заради пълният си график с участия. Той придобива и широка популярност в социалните мрежи заради скандализиращия си стил.

### 2014: Началото
Първата му телевизионна изява е през 2014 г., в бразилско телевизионно шоу, където пускат негов видеоклип заснет в дома му, изпълнявайки „I Have Nothing“ на Уитни Хюстън. По-късно през 2015 г. става известен в медиите, благодарение на успеха на музикалното му видео „Open Bar“, португалската версия на „Lean On“, с оригинален текст, продуциран от Бонди ду Роле и Omulu. За по-малко от четири месеца видеоклипът достигна до един милион гледания в YouTube.

### 2017: Първи албум иSua Cara
На 12 януари 2017 г. пуска дебютният си студиен албум Вай Пасар Мал. През същия месец издава „Todo Dia“, която става голям хит на бразилския фестивал. На 31 юли 2017 г. клипа на Todo Dia е свален от платформата на YouTube поради неразбирателство между изпълнителите. През юни 2017 г. той става най-следваната драг кралица в света в социалната мрежа Инстаграм, надминавайки RuPaul и Adore Delano.
Следващата песен на Пабло е „Sua Cara“ в дует с Меджър Лейзър и Анита. Песента е пусната на 1 юни 2017 г., а официалният клип към нея излиза на 30 юли. Песента бързо става популярна, като заема 10-о място в списъка на най-гледаните онлайн видеоклипове през първите 24 часа, с 25 милиона гледания.
Preta Gil записва песента „Decote“ в дует с Пабло, като клипа и премиерата на песента се състоя на 21 август 2017 г.
На 6 септември 2017 г. Пабло Витар публикува дългоочакваният видеоклип към песента му Corpo Sensual, която е част от албума Вай Пасар Мал.

### Кибер атака
На 28 август 2017 г., Ютуб профила на изпълнителя е атакуван от група хакери-хомофоби. Малко по-късно те изтриха клипа му „K.O.“, който има малко над 135 милиона гледания. 
На 29 август, администраторите на Ютуб възстановиха клипа. Пабло сподели възстановеният клип във Facebook, като добави „приемете ме“.

### 2018 –: Влияние и документален филм
Пабло Витар се счита за гласът на бразилската ЛГБТ общност. Тъй като опасностите за ЛГБТ обществото се увеличи в Бразилия, откритостта на Витар за това, че е драг кралица, го е превърнал в икона за тези, които живеят в тази предразположена среда. Като открит гей, Витар е допринесъл като положително представяне на хомосексуалната общност. Работил е с бразилски изпълнители като Анита и американските Мейджър Лейзър и Фърги. печелейки подкрепата на ЛГБТ общността не само в Бразилия, но и в други страни като Южна Америка, Азия и части на Европа. Витар също така се появява и във „Edge of Desire“, популярна сапунена опера за транссексуални мъже. Неговата музика се разглежда като „неофициални химни за бразилската лесбийка, гей, бисексуална и транссексуална общност“.
От Apple iTunes правят кратък документален филм за Пабло Витар, в който се запознаваме с кратка част от живота му, включително и с неговата майка и сестра му.
Аретуза Лови, Глория Гроув и Пабло Витар правят обща песен на име Joga Bunda. Премиерата на песента се състои на 19 януари 2018 г. На 28-и същият месец излиза официалният клип към песента „Paraíso“, която е общ проект между него и Лукас Луко.
На 2 февруари 2018 г. Витар публикува официалният клип към песента Então Vai, която е в дует с Diplo и част от албума Вай Пасар Мал. На 27 февруари 2018 г. той обяви в Twitter, че работи по вторият си студиен албум и ще бъде пуснат през 2018.
На 10 април 2018 г. излиза официалният клип към песента Indestrutível. Песента също е от албума Вай Пасар Мал, който излезе през 2017 г. Още преди да започне да пее, на екрана излиза съобщението „73% от ЛГБТ младежите в Бразилия са жертви на тормоз и насилие в училищата“. Интересното за тази песен е, че тя е много по-различна от стила, който по принцип Витар прави. В песента си Пабло казва „Ако получа болка, ще ви отвърна с любов. И колкото повече болка получавам, повече осъзнавам, че съм неразрушим“, което разчувства много от публиката.
През същата година Витар е водещ на „Prazer Pabllo Vitar“.
На 4 октомври 2018 г., Витар пусна своят втори студиен албум озаглавен Não Para Não (в превод – Не спирай). През ноември 2018 г. озвучава Голдива в „Супер Драгс“, бразилски анимационен сериал за възрастни, продуциран от Netflix.

## Видеоклипове
| Видеоклип                                                                    | Премиера       |
| ---------------------------------------------------------------------------- | -------------- |
| Open Bar                                                                     | 08.10.2015     |
| Nêga                                                                         | 19.11.2016     |
| Todo Dia                                                                     | 12 януари 2017 |
| K.O.                                                                         | 19.04.2017     |
| Sua Cara                                                                     | 31.07.2017     |
| Decote (дует с Preta Gil)                                                    | 21.08.2017     |
| Corpo Sensual                                                                | 06.07.2017     |
| Joga Bunda (трио с Aretuza Lovi и Gloria Groove)                             | 19 януари 2018 |
| Paraíso (с участието на Lucas Lucco)                                         | 28 януари 2018 |
| Então Vai                                                                    | 02.02.2018     |
| Indestrutível                                                                | 10.04.2018     |
| Hasta La Vista (колобурация с Coca-Cola ft. Luan Santana и Simone & Simaria) | 02.05.2018     |
| Problema Seu                                                                 | 16.08.2018     |
| Energia (Parte 2) (в дует с Sofi Tukker)                                     | 14.09.2018     |
| Disk Me                                                                      | 05.10.2018     |
| Highlight (ft. Super Drags)                                                  | 07.11.2018     |
| Caliente (Lali)                                                              | 13.11.2018     |
| Seu Crime                                                                    | 04.02.2019     |
| Buzina                                                                       | 26.02.2019     |

## Филмография
| Година        | Заглавие          | Роля                | Бележки                 |
| ------------- | ----------------- | ------------------- | ----------------------- |
| 2017          | TVZ               | Специален водещ     | Епизод: „19 април 2017“ |
| 2017          | A Força do Querer | Не е обявено        | Специално участие       |
| 2016–настояще | Amor & Sexo       | Вокалист на бандата | Сезон 9 и 10            |
| 2019          | Super Drags       | Голдива             | Глас                    |

| Година      | Заглавие          | Роля    | Бележки                  |
| ----------- | ----------------- | ------- | ------------------------ |
| 2015        | Drag-se           | Себе си | Епизод: „Out of Drag-se“ |
| 2017        | Buscando Meu Nome | Себе си | Епизод: 22 май           |
| 2016 – 2017 | Pabllo's Vlog     | Себе си | Водещ                    |

## Турнета
- Open Bar Tour (2015 – 2016)
- Турне "Вай Пасар Мал" (2016 – 2017)